# Toprakkale, Aziziye
Toprakkale là một xã thuộc huyện Aziziye, tỉnh Erzurum, Thổ Nhĩ Kỳ. Dân số thời điểm năm 2011 là 292 người.